# 勞德鎮區 (密歇根州)
勞德鎮區（英語：Loud Township）是位於美國密歇根州蒙莫朗西縣的一個行政鎮區。

## 地方資料
勞德鎮區的面積為92.90平方千米，當中陸地面積為92.60平方千米，而水域面積為0.30平方千米。根據2020年美國人口普查的數據，當地共有人口262人，而人口密度為每平方千米2.82人。